# Петросян, Нонна
Нонна Ивановна Петросян — актриса,Народная артистка Армянской ССР.

## Биография
Родилась 29 сентября 1937 года в г. Баку. Окончила Ереванский художественно-театральный институт. Играла в Государственном национальном академическом театре имени Габриэла Сундукяна.Работала ассистенткой у Аджемяна Вартана Мкртичевича. Ушла из жизни 28 ноября 1993 года после долгой болезни.

## Семья
- Муж — Генрих Симонян — музыкант, ударник Ереванского Симфонического Оркестра. Ушел из жизни.
- Дочь — Анна Генрих — певица, музыкант, композитор и автор песен.
- Дочь — Роза Симонян — музыкант

## Фильмография
| Год  |   | Русское название             | Оригинальное название | Роль                          |
| ---- | - | ---------------------------- | --------------------- | ----------------------------- |
| 1976 | ф | Рождение                     | пусто                 | Шушаник Кургинян              |
| 1977 | ф | Осеннее Солнце               | пусто                 | Арус                          |
| 1978 | ф | Август                       | пусто                 | пусто                         |
| 1978 | ф | Аревик                       | пусто                 | мама толстого мальчика Карена |
| 1979 | ф | Шелковица                    | Tteni                 | Аэлита                        |
| 1979 | ф | Молодость                    | пусто                 | пусто                         |
| 1980 | ф | Дом матери                   | Mor Tune              | пусто                         |
| 1980 | ф | Все возрасты покорны         | пусто                 | пусто                         |
| 1980 | ф | Крупный выигрыш              | Խոշոր շահւմ           | эпизод                        |
| 1984 | ф | Танго нашего детства         | пусто                 | Кнара                         |
| 1985 | ф | Последнее воскресенье        | пусто                 | Марго                         |
| 1986 | ф | День бумажного змея          | пусто                 | эпизод                        |
| 1986 | ф | Чужие игры                   | пусто                 | Мама девушки Ашхен            |
| 1987 | ф | На дне (фильм-спектакль)     | пусто                 | женщина                       |
| 1990 | ф | Отец                         | пусто                 | эпизод                        |
| 1990 | ф | Там, где небо лежит на земле | пусто                 | пусто                         |
| 1992 | ф | Восточный роман              | пусто                 | Роза Аббасовна                |